# Ithier van Rethel
Ithier van Rethel soms ook Wouter van Rethel genoemd (overleden in 1171) was van 1158 tot aan zijn dood graaf van Rethel. Hij behoorde tot het huis Rethel.

## Levensloop
Ithier was de zoon van burggraaf Odo van Vitry uit diens huwelijk met gravin Mathilde van Rethel. 
In maart 1128 werd hij geciteerd in een charter van zijn oom, koning Boudewijn II van Jeruzalem, waarin die akkoord ging met de privileges aan de Heilig Grafkerk. Vermoed wordt dat Ithier toen deelnam aan een kruistocht, al is dat niet zeker.
Na de dood van zijn vader in 1158 werd Ithier burggraaf van Vitry en graaf van Rethel. Hij bleef deze twee functies uitoefenen tot aan zijn dood in 1171.

## Huwelijk en nakomelingen
Ithier huwde met Beatrix (overleden in 1160), dochter van graaf Godfried van Namen. Ze kregen volgende kinderen:
- Beatrix (overleden in 1185), huwde in 1151 met koning Rogier II van Sicilië
- Hugo, monnik in Reims
- Manasses IV (overleden in 1199), graaf van Rethel
- Hendrik (overleden in 1191), burggraaf van Vitry
- Boudewijn (overleden in 1198), heer van Chemery
- Albert (overleden in 1213), aartsdiaken in Luik
- Simon
- Clemence, huwde met Hugo van Pierrepont
- een dochter die huwde met burggraaf Godfried van Chalons

## Voorouders
| Voorouders van Ithier van Rethel(1115-1171) | Voorouders van Ithier van Rethel(1115-1171)             | Voorouders van Ithier van Rethel(1115-1171)             | Voorouders van Ithier van Rethel(1115-1171)             | Voorouders van Ithier van Rethel(1115-1171)             | Voorouders van Ithier van Rethel(1115-1171)                 | Voorouders van Ithier van Rethel(1115-1171)                 | Voorouders van Ithier van Rethel(1115-1171)                 | Voorouders van Ithier van Rethel(1115-1171)                 |
| ------------------------------------------- | ------------------------------------------------------- | ------------------------------------------------------- | ------------------------------------------------------- | ------------------------------------------------------- | ----------------------------------------------------------- | ----------------------------------------------------------- | ----------------------------------------------------------- | ----------------------------------------------------------- |
| Overgrootouders                             | ? (-) ∞ ? (-)                                           | ? (-) ∞ ? (-)                                           | ? (-) ∞ ? (-)                                           | ? (-) ∞ ? (-)                                           | Manasses III van Rethel (-1081) ∞ Judith (-)                | Manasses III van Rethel (-1081) ∞ Judith (-)                | Gwijde I van Montlhéry (-) ∞ ? (-)                          | Gwijde I van Montlhéry (-) ∞ ? (-)                          |
| Grootouders                                 | ? (-) ∞ ? (-)                                           | ? (-) ∞ ? (-)                                           | ? (-) ∞ ? (-)                                           | ? (-) ∞ ? (-)                                           | Hugo I van Rethel (1040-1118) ∞ Melisende van Montlhéry (-) | Hugo I van Rethel (1040-1118) ∞ Melisende van Montlhéry (-) | Hugo I van Rethel (1040-1118) ∞ Melisende van Montlhéry (-) | Hugo I van Rethel (1040-1118) ∞ Melisende van Montlhéry (-) |
| Ouders                                      | Odo van Vitry (-1158) ∞ Mathilde van Rethel (1091-1051) | Odo van Vitry (-1158) ∞ Mathilde van Rethel (1091-1051) | Odo van Vitry (-1158) ∞ Mathilde van Rethel (1091-1051) | Odo van Vitry (-1158) ∞ Mathilde van Rethel (1091-1051) | Odo van Vitry (-1158) ∞ Mathilde van Rethel (1091-1051)     | Odo van Vitry (-1158) ∞ Mathilde van Rethel (1091-1051)     | Odo van Vitry (-1158) ∞ Mathilde van Rethel (1091-1051)     | Odo van Vitry (-1158) ∞ Mathilde van Rethel (1091-1051)     |